# Fekete József (kertészmérnök)
Fekete József (Káloz, 1842. június 2. – Budapest, 1905. november 27.) okleveles kertész, a Füvészkert intézője.

## Életrajza
Kálozon született 1842. június 2-án, apja Fekete József, édesanyja Gerlach Terézia volt. 1855 és 1859 között nagyhörcsöki négyéves gyakornokoskodása után Entz Ferenc Haszonkertészeket Képző Gyakorlati Tanintézetét végezte el.
1862-től az egyetemi Botanikus Kertben fősegéd, főkertész, majd intéző, azt európai hírnévre fejlesztette. Jurányi Lajossal együtt végezte a kert rendszerezését, a magyar díszkertészetnek, s a tudományos növénytannak kiváló gyakorlati művelője volt. Különösen a forró égövi növényeknek külföldön is elismert szakértőjévé vált, s mint nekrológjában írták „hosszú, negyven évi szolgálata alatt egy egész kertész generácziót nevelt föl és szerzett magának őszinte tisztelőket és barátokat”.
Negyvenéves szolgálati jubileumát a Kertészeti Társulat Rudinai Molnár István harmincéves szakírói jubileumával együtt ünnepelte meg 1903. február 14-én az István szállóban rendezett lakomán.
Az Országos Magyar Kertészeti Egyesület tiszteletbeli, alapító és választmányi tagja, a Királyi Magyar Természettudományi Társulat rendes tagja volt.
Számos bel- és külföldi kiállításon kapott kitüntetést, érmet, elismerő oklevelet, mint zsűritag a királytól is több ízben részesült elismerésben.

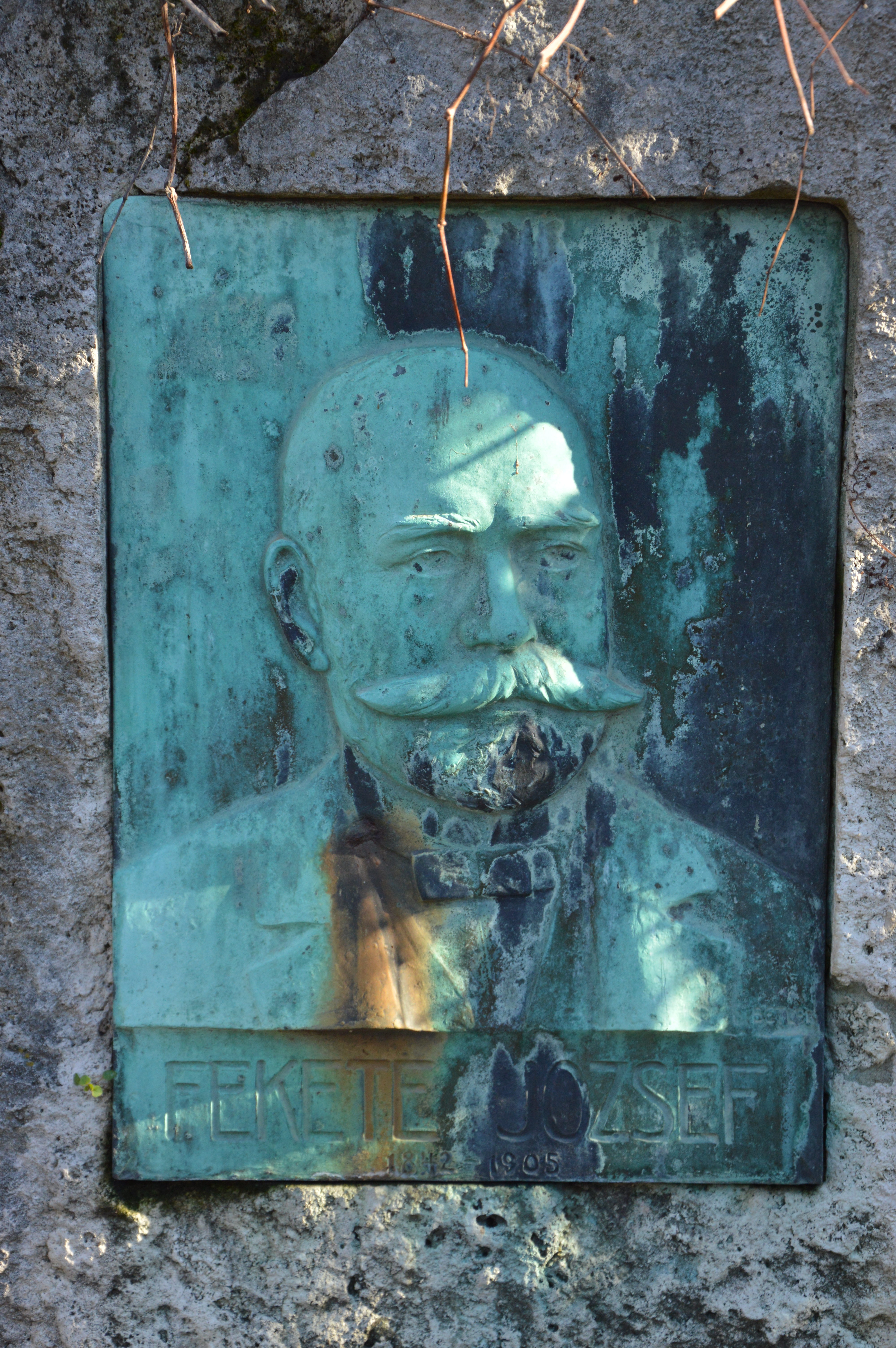
A Füvészkertben álló emlékművén látható emléktábla képe, Betlen Gyula alkotása

Családja, egyetlen gyermeke Fekete Gizella és számos testvére családjaikkal, valamint a kertész szakma országos jelesei kísérték utolsó útjára a Farkasréti temetőbe. Sírja mára nem maradt fenn.

## Munkái
Számos szakközleménye jelent meg a Kertészeti Lapok, a Természettudományi Közlöny, A Kert és számos más szaklapban.
Az egyetemi növénykert igazgatójával együtt szerkesztette az évenként megjelenő „Delectus seminum in horto botanico universitatis budapestinensis annis 1866—1903 collectorum”, (a kir. magy. tud. egyetemi növénykertben termesztett és cserére szánt magvak) jegyzékét, amely áttekintő képet adott a növénykert gazdag növénykincseiről. 1863-ban, működésének kezdetén 1866 faj növény volt szabadban, hideg- és melegházban, 1866-ra a növényfajok mennyisége megközelítette a 7000-et, s 1903-ra e szám megkétszereződött.
- Az Eucalyptus globus kísérleti tenyésztéséről hazánkban (Természettudományi Közlöny 1892. XXV.)